# Macrophya rufipes
Macrophya rufipes är en stekelart som först beskrevs av Carl von Linné 1758.  Macrophya rufipes ingår i släktet Macrophya, och familjen bladsteklar. Enligt den finländska rödlistan är arten nära hotad i Finland. Arten är reproducerande i Sverige. Artens livsmiljö är torra gräsmarker.